# Zenching
Zenching ist ein Gemeindeteil der Gemeinde Arnschwang und eine Gemarkung im Oberpfälzer Landkreis Cham in Bayern.

## Geographie
Das Kirchdorf Zenching liegt südlich des Kernortes Arnschwang an der Kreisstraße CHA 5. Nordwestlich verläuft die Bundesstraße 20. Am nördlichen Ortsrand fließt der Zenchinger Bach.
Die Gemarkung Zenching hat eine Fläche von 902,56 Hektar. Ihr Gemarkungsteil 0 liegt auf dem Gebiet der Gemeinde Arnschwang, der Gemarkungsteil 1 in der Gemeinde Rimbach. Auf dem Gemarkungsteil 0 liegen die Arnschwanger Gemeindeteile Berghäusl, Herrenwies, Kalkofen, Lederhof, Rumplmühle, Tretting und Zeching, auf dem Gemarkungsteil 1 liegen die Rimbacher Gemeindeteile Dönning, Perlesried und Zettisch.

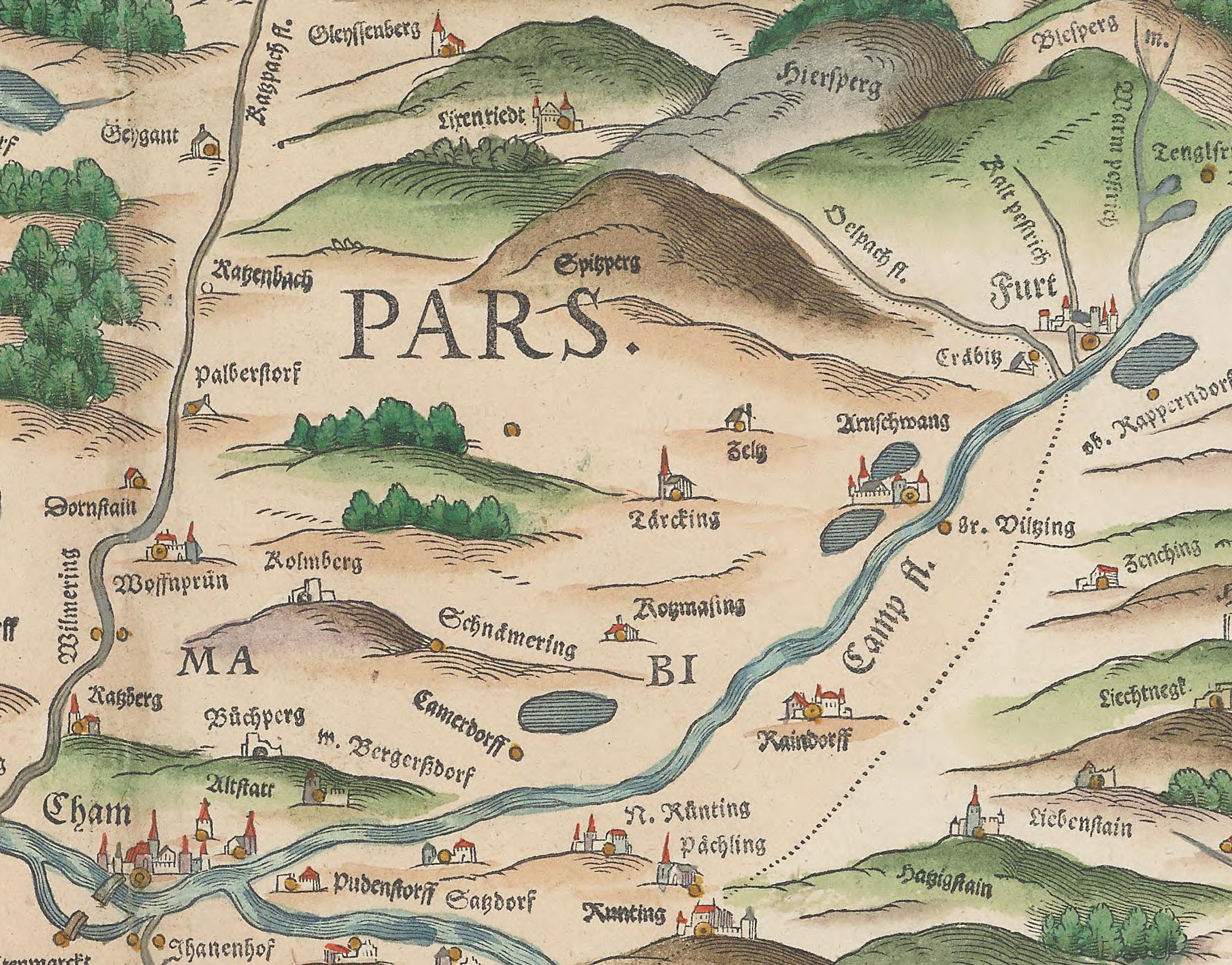
Zenching auf der Apian-Karte von 1568

## Geschichte
Die katholische Expositurkirche St. Ägidius wurde 1729–30 über spätmittelalterlichen Grundmauern errichtet. Bis 1972 bestand die 1818 durch das bayerische Zweite Gemeindeedikt begründete Gemeinde Zenching. Sie hatte die zehn Gemeindeteile Berghäusl, Dönning, Herrenwies, Kalkofen, Lederhof, Perlesried, Rumplmühle, Tretting, Zenching und Zettisch und eine Fläche (1964) von 902,15 ha. Herrenwies wurde erst 1962 aus Liebenstein nach Zenching umgegliedert. Bei der Auflösung der Gemeinde kamen Berghäusl, Herrenwies, Kalkofen, Lederhof, Rumplmühle, Tretting und Zeching zu Arnschwang und Dönning, Perlesried und Zettisch zu Rimbach.

## Sehenswürdigkeiten
In der Liste der Baudenkmäler in Arnschwang ist für Zenching ein Baudenkmal aufgeführt:
- die katholische Expositurkirche St. Ägidius

## Vereine
- Freiwillige Feuerwehr Zenching